# 荃灣綫
荃灣綫（英語：Tsuen Wan Line）是港鐵營運中的鐵路路綫之一，屬於城市軌道交通，路綫色為紅色。荃灣綫共有16個車站，全程約32分鐘，連接位於荃灣新市鎮的荃灣站及香港島中西區的中環站，主要途經葵涌、深水埗及油尖旺等地區。路綫大部分路段為地底路段；而葵興站至茘景站之間為架空路段，荃灣站則為地面車站。荃灣綫16個車站中有8個轉車站，分別可轉乘東涌綫、機場快綫、屯馬綫、觀塘綫、東鐵綫、港島綫及南港島綫7條路綫。
荃灣綫旺角至尖沙咀段及尖沙咀至中環段分別於1979年12月及1980年2月作為修正早期系統第二、三期啟用；1982年4月26日，在地鐵荃灣至旺角支綫通車前，修正早期系統分拆為兩段，新支綫以及旺角至中環段以準備啟用的西端終點站荃灣站而命名為「荃灣綫」，此乃前地鐵系統的第二條鐵路綫。

## 歷史

地底集體運輸系統路綫圖 （1967年建議方案）

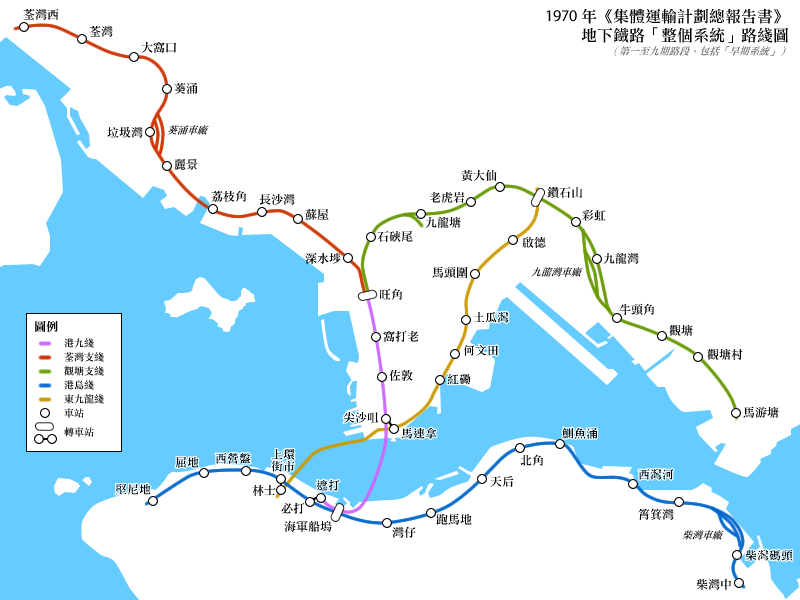
地下鐵路「整個系統」路綫圖 （1970年建議方案）

### 早期規劃
在1960－1970年代，因應香港經濟急速發展，人口不斷增加，公共交通的需求越來越大。英國的費爾文霍士顧問工程公司分別於1967年9月及1970年發表《香港集體運輸研究》及《集體運輸計劃總報告書》。1967年建議方案中，荃灣綫建議行走往返荃灣站及海軍船塢站（Admiralty station，即現今金鐘站），與現今走綫大致相同；後於1970年建議方案進行修訂，荃灣支綫走綫縮短至位於荃景圍一帶的荃灣西站至旺角站之間，旺角至中環（當時規劃為遮打站）段則由港九綫主綫取代，同時港九綫一半班次亦直通運行至荃灣支綫；另一半則直通運行至觀塘支綫；而荃灣支綫的荃灣站－大窩口站段被移至荃灣北部的地面，即現時的位置；並建議將系統劃分為九期興建，其中首四段稱為「早期系統」，包括港九綫海軍船塢（現金鐘站）至旺角段、觀塘支綫觀塘至旺角段及荃灣支綫茘枝角至旺角段。1972年，港英政府同意先行興建早期系統。

### 修正早期系統
1975年初，港英政府屬下的集體運輸臨時管理局宣佈，將早期系統略為縮減至15.6公里，並更改部分技術指標，成為修正早期系統。修正早期系統連接觀塘站至中環站，於1975年11月3日動工興建；其中北段（觀塘站至石硤尾站）於1979年9月30日完工，並於同年10月1日通車，由地鐵公司（港鐵公司前身）營運。通車初期地鐵只以4卡列車行走。其後分別於同年12月16日及翌年2月12日由石硤尾延長至尖沙咀站及中環站，整個修正早期系統通車日期較原定提前7星期，成為香港首條過海鐵路。而在過海段啟用的同時，地鐵列車由原先的4卡編組增至6卡以應付客量。其後修正早期系統的旺角站至中環站段後來成為荃灣綫的一部分。故在1982年通車的荃灣綫，部分路段實際上已於1979-1980年啟用。

### 興建及投入服務
1976年，港英政府再邀請顧問公司為香港交通發展作出研究，並發表首份《香港整體運輸研究》，當中建議興建地鐵荃灣支綫。1977年4月，地下鐵路公司董事局決定將地鐵延伸至荃灣。隨後在1979年3月初正式動工。
路綫參考了先前集體運輸計劃總報告書的走綫，但中途因為人口不足以及收地等問題（因為沿途途經青山公路荃灣段一個小山崗上有一座新界鄧氏祖墳），而取消設置荃灣西站（靠近現時計劃中的荃景圍站，非現今屯馬綫的荃灣西站），不過前地鐵仍鋪設路軌至荃景圍附近；另外荃灣路段原定會於青山公路－荃灣段地底興建，但時任工務司認為興建期間會嚴重影響路面交通，所以決定將荃灣站北移；又放棄在垃圾灣建造車廠，改為在荃灣站以北設置荃灣車廠，作為荃灣綫的專用車廠，結果位於西樓角的各座樓宇須清拆；同時在旺角站至深水埗站之間加建太子站，兩站亦因此需要移動位置，以避免站距過短。另外，地鐵公司亦放棄了港九綫與荃灣支綫直通運行的計劃，改為將修正早期系統的旺角站至中環站段撥歸荃灣綫；而修正早期系統的觀塘至油麻地段則成為觀塘綫。由於在荃灣綫通車後，來自石硤尾站至觀塘站的乘客將不能直接到達佐敦站至中環站各站，並且須在旺角站轉車，所以地鐵公司提早於1982年4月26日將修正早期系統如上述方法分拆，所有觀塘綫列車以油麻地站下層月台為終點站，讓乘客熟習轉車安排。
部分車站的名稱亦與規劃時的名稱有所分別。在1970年研究報告中原稱葵涌、垃圾灣、茘枝角、長沙灣及蘇屋的車站，於投入服務前已分別改稱葵興、葵芳、茘灣、茘枝角以及長沙灣。
1982年5月10日下午2時，荃灣綫正式投入服務。其中荃灣站至茘景站共5個車站以及太子站月台率先啟用，當時的列車行駛茘景站至太子站之間不停站；而太子站當時亦未開放大堂及出入口，僅供乘客轉車。直至同月17日，深水埗站至美孚站沿途各站以及太子站大堂才開放使用，標誌著荃灣綫全綫投入服務。

### 港島綫通車及部分車站改稱
1982年，前地鐵公司決定擴建金鐘站，以應付港島綫通車後增加的人流，而翌年亦擴建中環站。1985年5月31日，港島綫金鐘至柴灣段正式投入服務；1986年5月23日，港島綫正式伸延至中環站及上環站，金鐘站與中環站成為轉車站，故荃灣綫的人流顯著上升。由修正早期系統啟用至1989年期間，荃灣綫一度肩負著唯一一條過海地下鐵路的重任，直至觀塘綫過海段通車後，人流才有所回落。
在港島綫通車的同時，地鐵第二次為荃灣綫車站更名，將茘灣站改為美孚站；中環站、油麻地站及旺角站的英文名稱由街道名改為地名，分別由（來自遮打道）、（來自窩打老道）、（來自亞皆老街）改作、與。所以荃灣綫一共有8個車站跟最初計劃的名稱不同。

### 東涌綫轉車站
在東涌綫正式落實興建時，荃灣綫需要興建轉車站，否則乘客要坐畢全程到達位於香港島的金鐘站轉乘港島綫，同時亦加劇彌敦道路段的擠迫情況，因此前地鐵選擇了茘景站作為換乘站。基於工程需要及方便乘客轉車，荃灣綫位於該站往荃灣方向的月台被搬遷至新建月台，新月台於1997年7月6日正式啟用。而原有的位置則被改為通道，以連接新興建的東涌綫月台。另外在茘景站以南亦設有唯一一條接駁東涌綫、機場快綫及迪士尼綫與其他市區綫的聯絡綫，供工程車或非常特殊的車務調動使用。

### 九廣鐵路轉車站
2003-2004年，為配合九廣鐵路的九廣西鐵（兩鐵合併後的西鐵綫，現為屯馬綫一部分）以及九廣東鐵（現東鐵綫）尖沙咀支線的啟用，美孚站及尖沙咀站都分別興建了新的出入口及地底行人隧道，以接駁現時九廣西鐵的美孚站及九廣東鐵的尖東站。
其中美孚站的轉乘通道於2003年九廣西鐵通車時同時啟用，乘客可直接使用該通道步行前往九廣西鐵的美孚站。後來連接九廣西鐵及地鐵的轉乘通道在兩鐵合併後的2008年9月28日起合併閘區，乘客無須出入閘轉乘兩條路綫。
而連接尖沙咀站與尖東站的G出口轉乘通道於2004年10月24日隨著九廣東鐵尖沙咀支線通車時一同啟用，連接尖東站麼地道行人隧道；而尖沙咀站的F出口則於2005年3月30日啟用，連接尖東站中間道行人隧道。

### 金鐘站
金鐘站自1985年港島綫啟用後成為港島綫與荃灣綫的轉車站，後來以金鐘站為終點站之一的南港島綫於2016年12月啟用後，金鐘站便成為了三條路線的轉車站；而直到2022年5月東鐵綫的南面終點站延長至金鐘站後，荃灣綫亦是自2009年8月九龍南綫通車後再次與東鐵綫接駁，而金鐘站更成為荃灣綫、港島綫、東鐵綫及南港島綫四條路綫的超級轉車站。

## 車站列表
| 站名 | 站名   | 轉乘路綫                      | 所在區域 | 通車日期            |        |
| 荃灣綫 | 荃灣綫 | 荃灣綫                        | 荃灣綫   | 荃灣綫              | 荃灣綫 |
| --- | ------ | ----------------------------- | -------- | ------------------- | ------ |
| | 荃灣   | [TWW]                         | 荃灣區   | 1982年5月10日       |        |
| | 大窩口 | -                             | 荃灣區   | 1982年5月10日       |        |
| | 葵興   | -                             | 葵青區   | 1982年5月10日       |        |
| | 葵芳   | -                             | 葵青區   | 1982年5月10日       |        |
| | 茘景   | 東涌綫                        | 葵青區   | 1982年5月10日       |        |
| | 美孚   | 屯馬綫                        | 深水埗區 | 1982年5月17日[NST]  |        |
| | 茘枝角 | -                             | 深水埗區 | 1982年5月17日[NST]  |        |
| | 長沙灣 | -                             | 深水埗區 | 1982年5月17日[NST]  |        |
| | 深水埗 | -                             | 深水埗區 | 1982年5月17日[NST]  |        |
| | 太子   | 觀塘綫[MKK]                   | 油尖旺區 | 1982年5月10日       |        |
| | 旺角   | 觀塘綫[MKK]                   | 油尖旺區 | 1979年12月31日[MIS] |        |
| | 油麻地 | 觀塘綫[MKK]                   | 油尖旺區 | 1979年12月22日[MIS] |        |
| | 佐敦   | -                             | 油尖旺區 | 1979年12月16日[MIS] |        |
| | 尖沙咀 | 尖東站[ETS]：屯馬綫           | 油尖旺區 | 1979年12月16日[MIS] |        |
| | 金鐘   | 港島綫 東鐵綫 南港島綫        | 中西區   | 1980年2月12日[MIS]  |        |
| | 中環   | 港島綫香港站：東涌綫 機場快綫 | 中西區   | 1980年2月12日[MIS]  |        |
| 附註 |        |                               | 中西區   | 1980年2月12日[MIS]  |        |
| - TWW 荃灣站並非接駁屯馬綫荃灣西站的車站，但兩站之間則設有荃灣行人天橋網絡連接。 - NST 荃灣綫列車曾於1982年5月10日至16日期間以不停站形式途徑上述車站，而上述車站於同月17日才正式啟用。 - MKK 旺角站及太子站雖與旺角東站（荃灣綫及觀塘綫）的距離相近，但兩站與旺角東站並非港鐵指定的接駁車站，然而旺角站與旺角東站之間則設有旺角行人天橋系統連接。 - MIS 荃灣綫現時行經此路段屬修正早期系統的原有路段，故以修正早期系統的通車日期作準。 - ETS 尖沙咀站僅以非付費區車站通道連接尖東站，而使用八達通的乘客於尖沙咀站出閘後30分鐘內前往尖東站入閘轉乘屯馬綫會視為一程收費計算；而持有一張單程車票的乘客則不可在尖沙咀站／尖東站進行轉乘，若於尖沙咀站／尖東站轉乘須重新購買單程車票。 |        |                               |          |                     |        |
| 论 编 |        |                               |          |                     |        |

## 乘客量
荃灣綫途經港島區、九龍區與新界區多個核心地帶，沿綫車站多位處及鄰近核心工商業區、購物區、住宅、社區文娛設施、學校等，同時為最直接往返港島區與九龍區繁忙地帶的過海鐵路，而且荃灣綫16個車站中，其中8個車站為轉乘站，轉綫客量及過海客量龐大。因此，荃灣綫在每日任何時段的載客量皆極高，擠逼現象十分常見，而在繁忙時間車廂及沿綫月台極度擠逼與乘客等候多班列車才能上車的情況更是家常便飯。
自1980年代修正早期系統過海段啟用至1989年觀塘綫過海段通車前，作為當時唯一一條連接港島區與九龍區的鐵路，每日任何時候的載客量都極高，繁忙時間彌敦道沿綫的人流更超出負荷，而前地鐵甚至曾因此一度實施繁忙時間附加費。
而當觀塘綫過海段在1989年8月通車後，東九龍的乘客可使用觀塘綫經鰂魚涌站轉車前往港島綫沿途各站，加上九巴在1991年亦開辦過海隧道巴士300線舒緩彌敦道沿途各站擠迫，讓荃灣綫的人流稍有回落。而當東涌綫在1998年6月通車後，乘客可在茘景站轉乘東涌綫前往中環，縱使班次相對稀疏，以及轉乘方式較多不便，依然發揮一定分流效用。與此同時亦有巴士公司開辦不少往返新界西與港島區的過海巴士，並途經當時新建成的香港3號幹綫，故吸引了不少乘客改乘巴士，導致荃灣綫人流亦更進一步回落。
惟自2002年8月將軍澳綫通車後，觀塘綫不再前往港島區，此不便讓部分觀塘綫的乘客逐漸改用旺角站轉乘荃灣綫過海，導致太子站至中環站一段的人流回升；另外在九廣東鐵於2004年10月延伸至尖東站後，部分新界東乘客亦能夠使用尖東站行人隧道前往尖沙咀站轉乘荃灣綫，曾導致太子站及旺角站轉乘人流稍為回落。不過自九龍南綫在2009年8月通車後，尖東站成為西鐵綫的車站，而東鐵綫則改回以紅磡站為終點站。此改動一方面能分流荃灣綫荃灣至尖沙咀之間沿綫的客量，另一方面亦讓更多新界東的乘客重新改用九龍塘站及旺角站再經荃灣綫前往港島區，太子站及旺角站轉乘人流亦因而再度回升。而於2016年10月觀塘綫延綫通車後，油麻地站成為荃灣綫及觀塘綫的正式轉車站，更加劇了彌敦道沿綫的擠迫情況。而於2022年5月東鐵綫過海段通車後，部分過海段客量被分流，稍有舒緩本綫人流。
而根據2014年港鐵向香港立法會提交的文件披露，荃灣綫最繁忙時段載客率在2014年及2015年分別為約98%及102%，而自觀塘綫延綫於2016年10月通車後，荃灣綫人流進一步上升，而於2018年最繁忙時段載客率更升至約113%（以車廂每平方米站立4人計算），而最繁忙路段在油麻地站至佐敦站之間。
直到2022年根據港鐵提供的資料文件披露，在新型肺炎疫情較為緩和的月份，荃灣綫仍然出現接近爆滿的狀態，其中油麻地站至佐敦站一段載客率達約98%。
2022年東鐵綫延伸至金鐘站後，有助紓緩荃灣綫旺角站至金鐘站的擠迫情況，最繁忙路段變為深水埗站至太子站一段，載客率約70%。

## 車務

### 班次
荃灣綫如同其他市區綫，班次相當頻密，繁忙時間平均每2.1分鐘一班車，非繁忙時間亦維持約3至6分鐘一班。
| 時段             | 時段         | 荃灣綫全綫 |
| ---------------- | ------------ | ---------- |
| 平日             | 早上繁忙時段 | 2.1        |
| 平日             | 晚上繁忙時段 | 2.1        |
| 平日             | 非繁忙時段   | 3.1-5      |
| 星期日及公眾假期 |              | 3.1-5      |
| 星期六           | 星期六       | 2.2-4.2    |
| 深夜時段         | 深夜時段     | 12         |

為方便荃灣綫的乘客，港鐵公司於金鐘站大堂及轉車通道增設乘客資訊顯示屏，讓乘客得悉荃灣綫未來兩班往荃灣方向列車的抵站時間；此外，港鐵公司亦更新美孚站轉車通道的乘客資訊顯示屏，令乘客得悉荃灣綫各方向的列車抵站時間。
同時，乘客可以透過iOS或Android應用程式「MTR Mobile」或使用經「data.gov.hk」授權的應用程式查閱荃灣綫未來四班抵站列車的到達時間，亦可以在港鐵網站查閱詳細時間表。
另外，當香港天文台發出九號烈風或暴風風力增強信號或十號颶風信號時，荃灣綫僅有限度維持茘景站至中環站的列車服務。

## 使用車輛
港鐵市區綫現代化列車一直為荃灣綫車隊的主力，而過往市區綫韓製列車以及市區綫中國長春製列車亦曾在荃灣綫載客行駛，但目前荃灣綫全數均採用市區綫現代化列車載客行駛。現時，荃灣綫的車隊共有34列英製列車，每列由8節車廂組成。
2004年，曾有市區綫韓製列車於荃灣綫行走，但最後全數均調回觀塘綫，再於2010年4月8日再次調至行走將軍澳綫。另外自2012年5月29日晚間起，有市區綫中國長春製列車在荃灣綫載客行駛，但此安排維持了數天即終止。然而因應新訊號系統的啟用，市區綫中國青島四方製列車最快於2025年起會行走荃灣綫，並將取代自1980年代啟用並行走荃灣綫的現代化列車，成為荃灣綫的主力車型。
而荃灣綫亦於2012年3月加密班次。
2014年3月12日，一列市區綫韓製列車於中午時分不載客在荃灣綫上試車，為該款列車於將軍澳綫供電事故後首次於觀塘綫及將軍澳綫以外路綫行走。

## 意外及事故
- 1991年3月11日早上繁忙時間，荃灣綫有架空電纜設備故障，列車服務受阻達10.5小時[來源請求]。
- 1993年4月27日，當天早上有往中環站方向的地鐵列車在荃灣站至大窩口站之間的管道內發生車廂脫卡事故，[52]幸無傷亡。地鐵公司在10天後發表調查報告，[53]認為車卡連接系統內的一個掛鈎未能扣緊而造成脫卡，報告亦形容這是全球第一宗同類事故。
- 2001年8月31日晚上，一名車長駕駛一列往中環方向列車，在荃灣站至大窩口站之間昏迷駕駛室內，直至列車駛進大窩口站時才被乘客及其他職員發現。後來，其他職員將列車駛進葵興站及將車長送院，其後該車長證實死亡。此為地鐵通車以來首宗車長工作期間死亡事故[54]。
- 2004年1月5日早上約9時，一名老翁在一列由尖沙咀站駛往金鐘站的荃灣綫列車上縱火，事件共造成14人輕微受傷，此為香港地鐵自啟用以來首宗縱火案。

- 2004年7月21日清晨接近6時，地鐵荃灣車廠內供應列車電力的系統發生故障，列車無法駛離車廠進入主線服務，需利用電池工程車將列車逐一拖出車廠外，才可進入荃灣站月台載客，導致當日往來荃灣站至中環站的列車服務由正常每2-5分鐘一班延遲至3-10分鐘一班[55][56][57]。
- 2010年10月21日上午繁忙時間，一列前往中環站的荃灣綫列車在駛入油麻地站月台時，列車車長突然聽到車頂傳出異物響聲，並閃出火花，之後發現列車狀態資訊系統顯示電力系統故障，車上部分燈光熄滅；其後證實為一條架空電纜斷裂所引起[58]。

- 2017年2月10日，晚上約7時15分，一輛往荃灣方向列車由金鐘開往尖沙咀時，一名有精神病紀錄的男子在車廂內燃點危險品，車上突然有濃煙冒出。列車開往尖沙咀站後停駛，所有乘客須即時離開車廂，尖沙咀站亦疏散乘客，並即時封閉。事件共造成19人受傷，而該名縱火的乘客在留醫一個月後則證實不治。[59][60]。

- 2018年10月16日早上約7時，市區綫發生發生罕見的「聯鎖系統」故障，而訊號系統的故障導致要轉為人手操作，出現嚴重延誤。港鐵車務工程總管李家潤當日早上在電台表示，昨晚初步分析電腦數據，發現訊號系統區間電腦之間有大量資料傳輸同步，耗用電腦大量資源，與程式設定有關，但看不到事件與測試新系統或人為因素有關，其中本綫為首先發生，強調凌晨4時30分已完成測試並成功轉回現有系統運作，又指現有系統沒有和新系統連接。他指已重置4條綫的區間電腦，運作一直穩定。
- 2019年3月18日凌晨約3時，一列荃灣綫列車在新信號系統測試期間於中環站附近與另一列車相撞，2名車長受傷。事發後荃灣綫來往金鐘站至中環站暫停服務2天，是次事故為港鐵通車以來首宗相撞事件。

- 2019年8月31日，反對逃犯條例修訂草案遊行後，晚上11時，武裝警察衝入太子站月台及列車向大量途經的市民作出攻擊，被指無差別襲撃市民，有全副武裝的警察上車毆打乘客並作出挑釁行為，事發後車廂血跡斑斑，其中兩節車廂遺留雨傘、報紙等雜物及胡椒噴霧液體，多名乘客嚴重受傷。數小時後，當晚一列荃灣綫列車擔任特別列車運載重傷者到茘枝角站，再送上救護車[來源請求]。

- 2019年10月1日，有示威者在荃灣站向一列停泊於一號月台之列車及路軌投擲汽油彈，導致列車被燃燒薰黑；荃灣綫列車全線停駛。
- 2019年10月6日，下午約5時50分，一列由葵興站（當時荃灣綫受反修例事件影響，只停葵興站、茘景站及美孚站）開往美孚站的列車，在茘景站渡線以慢速行駛時超越停車燈號位置，列車以時速約10公里的慢速越過該位置時觸碰到軌旁的混凝土躉，但列車車輪沒有偏離軌道。6名乘客及2名職員受傷，車長被暫時調離駕駛職務；受事故所影響，荃灣綫全綫暫停兩天至10月8日[61][62][63]。
- 2019年11月11日，香港大三罷行動期間，早上8時許，一列往荃灣列車，在葵芳站上落客期間，被示威者打開緊急逃生門及車廂內燃點汽油彈縱火，荃灣綫列車服務一度嚴重受阻[來源請求]。
- 2022年11月13日，早上約9時50分，一列荃灣綫往中環方向列車，駛入油麻地站月台期間脫軌，其中一卡車廂有兩組車門故障甩脫，並與月台幕門發生撞擊後一度冒煙[64][65]。事發後荃灣綫茘景站至佐敦站的服務暫停；往返茘景站至荃灣站的列車服務維持每8分鐘一班車；而往返佐敦站至中環站列車服務則維持每6分鐘一班車[66]。港鐵亦安排免費接駁巴士往返荔景站至佐敦站。港鐵經初步調查後，將岀軌意外形容為「轉向架偏離路軌」，而路軌旁設備亦有損毀[67]而事發列車則於當日晚上10時許才移離月台；而荃灣綫服務則經搶修後在翌日早上恢復服務[68]。

## 物業發展
遵從香港鐵路（地鐵和九鐵）一向的發展模式，興建鐵路時會在車站附近發展私人住宅，一來以其利潤資助工程費用，二來可增加客源。其中中環站、金鐘站及旺角站及作為寫字樓發展，葵芳站、葵興站及荃灣站則用作住宅發展。

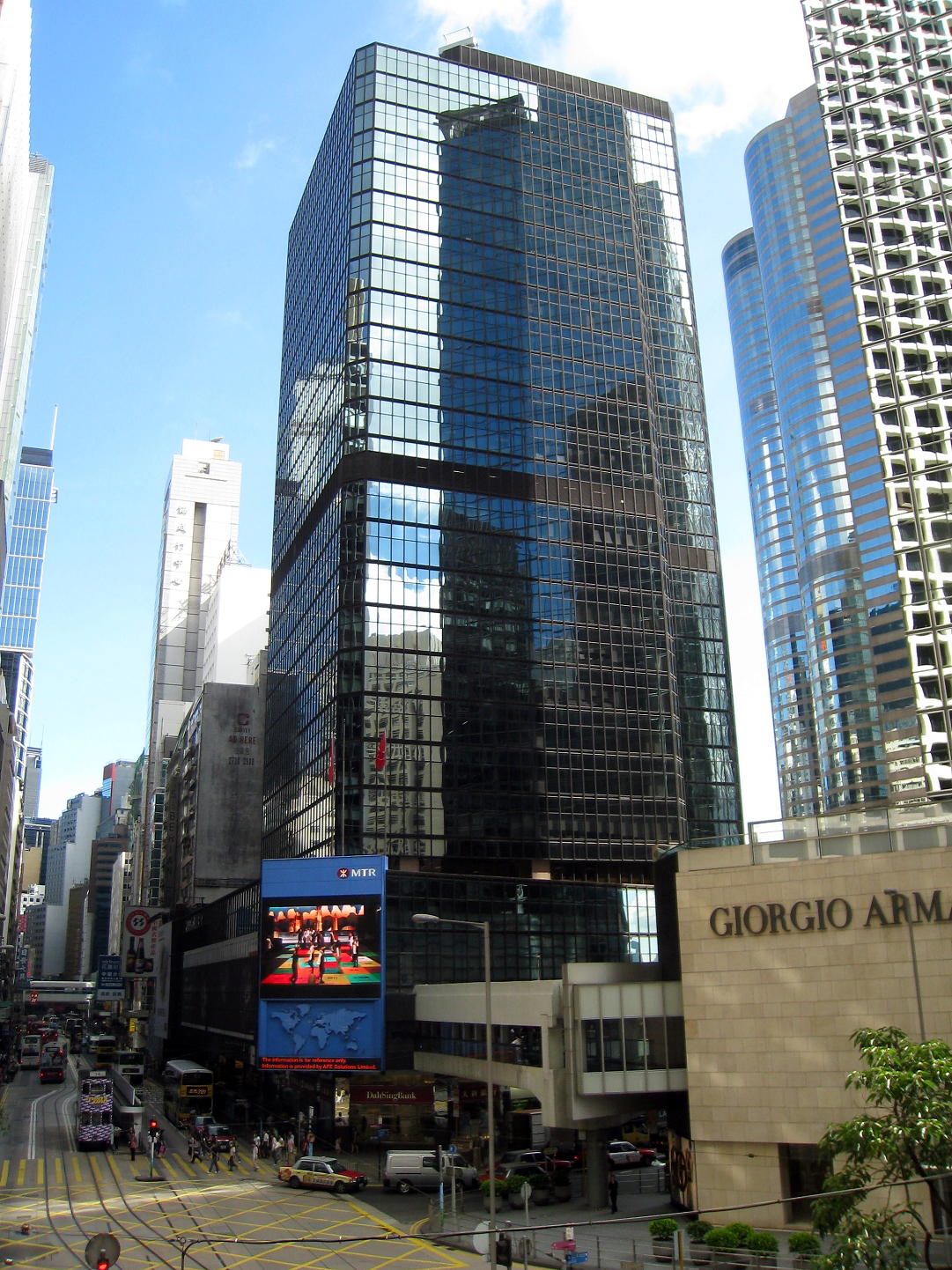
環球大廈
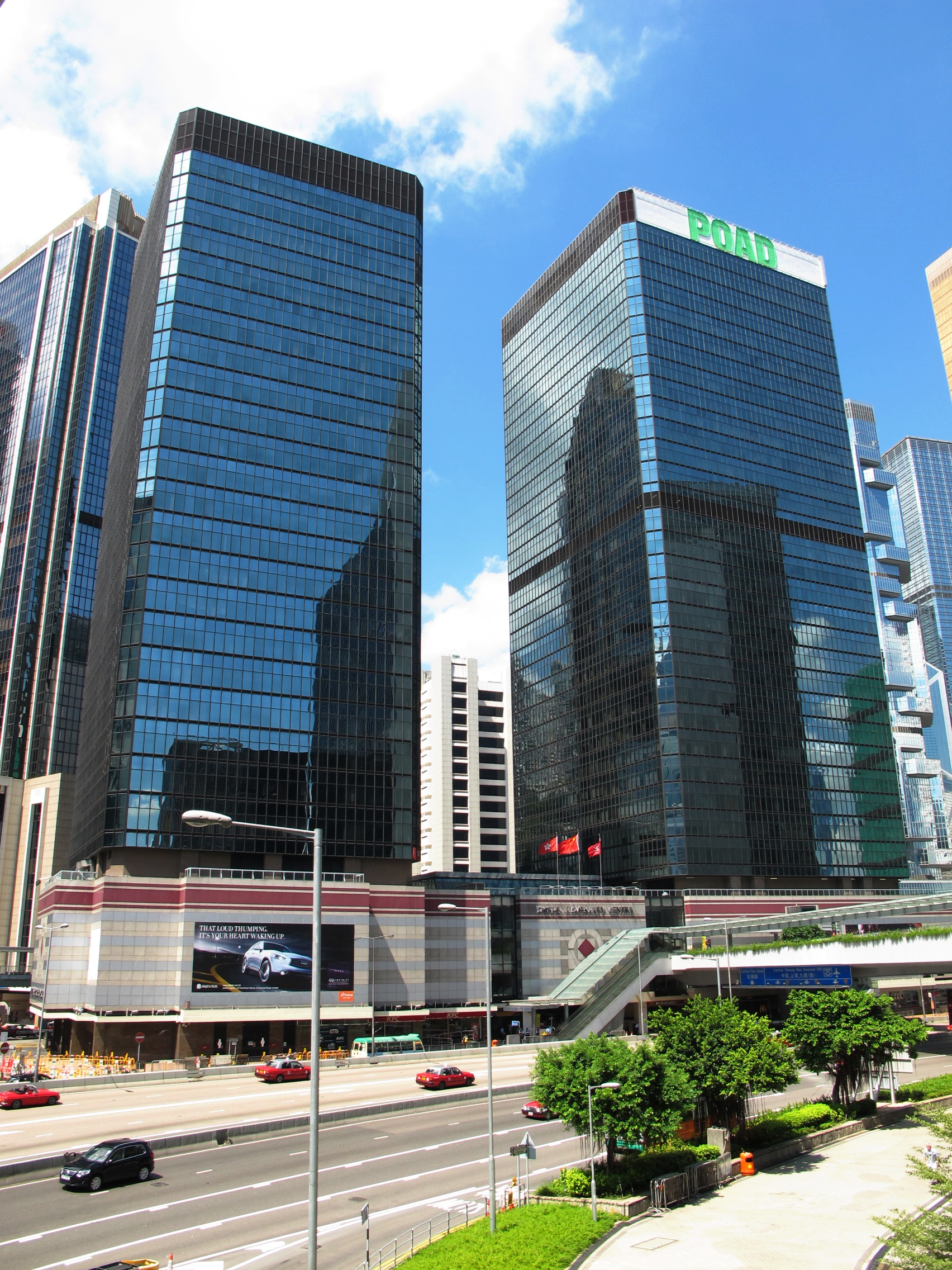
海富中心
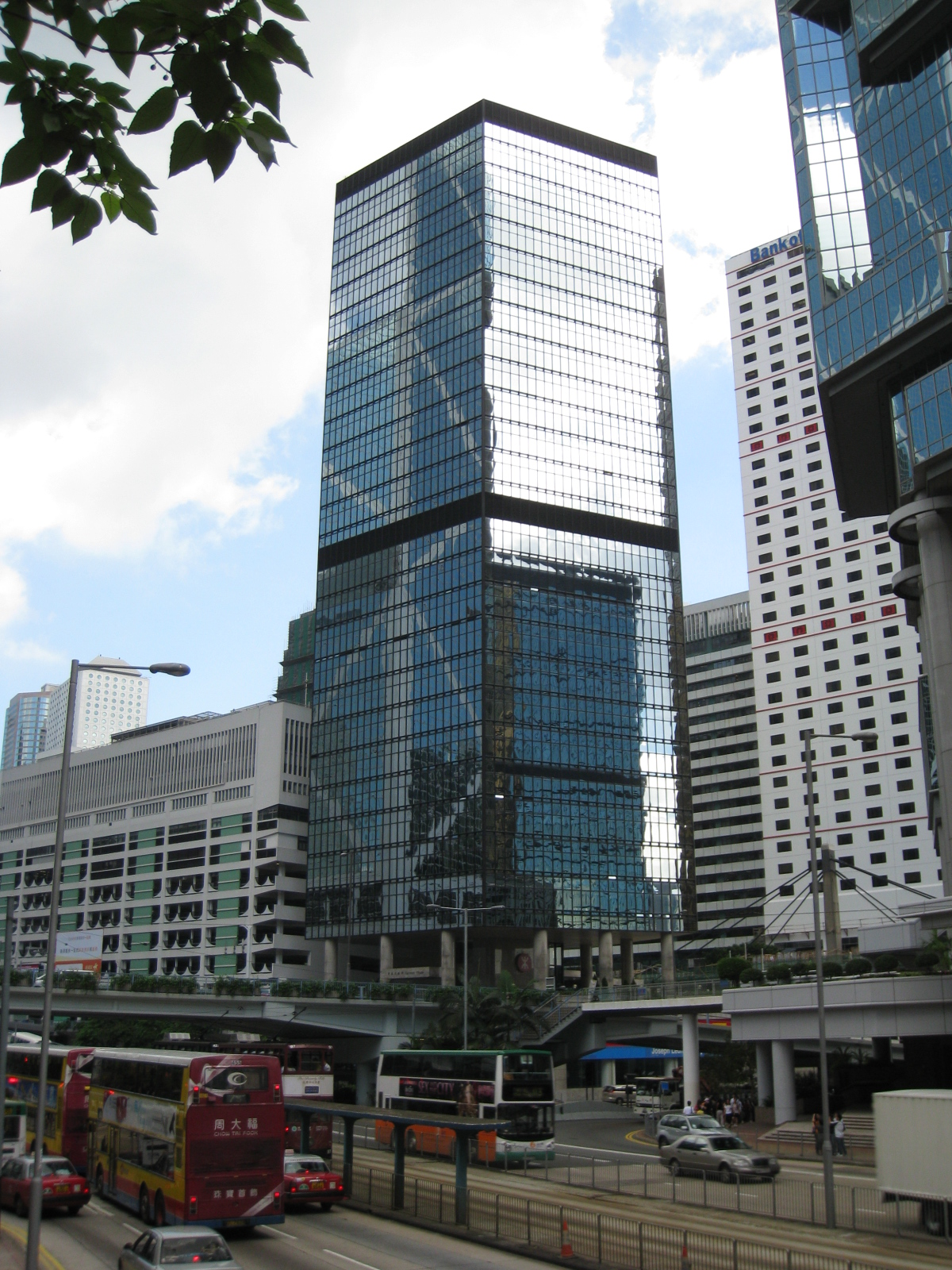
東昌大廈
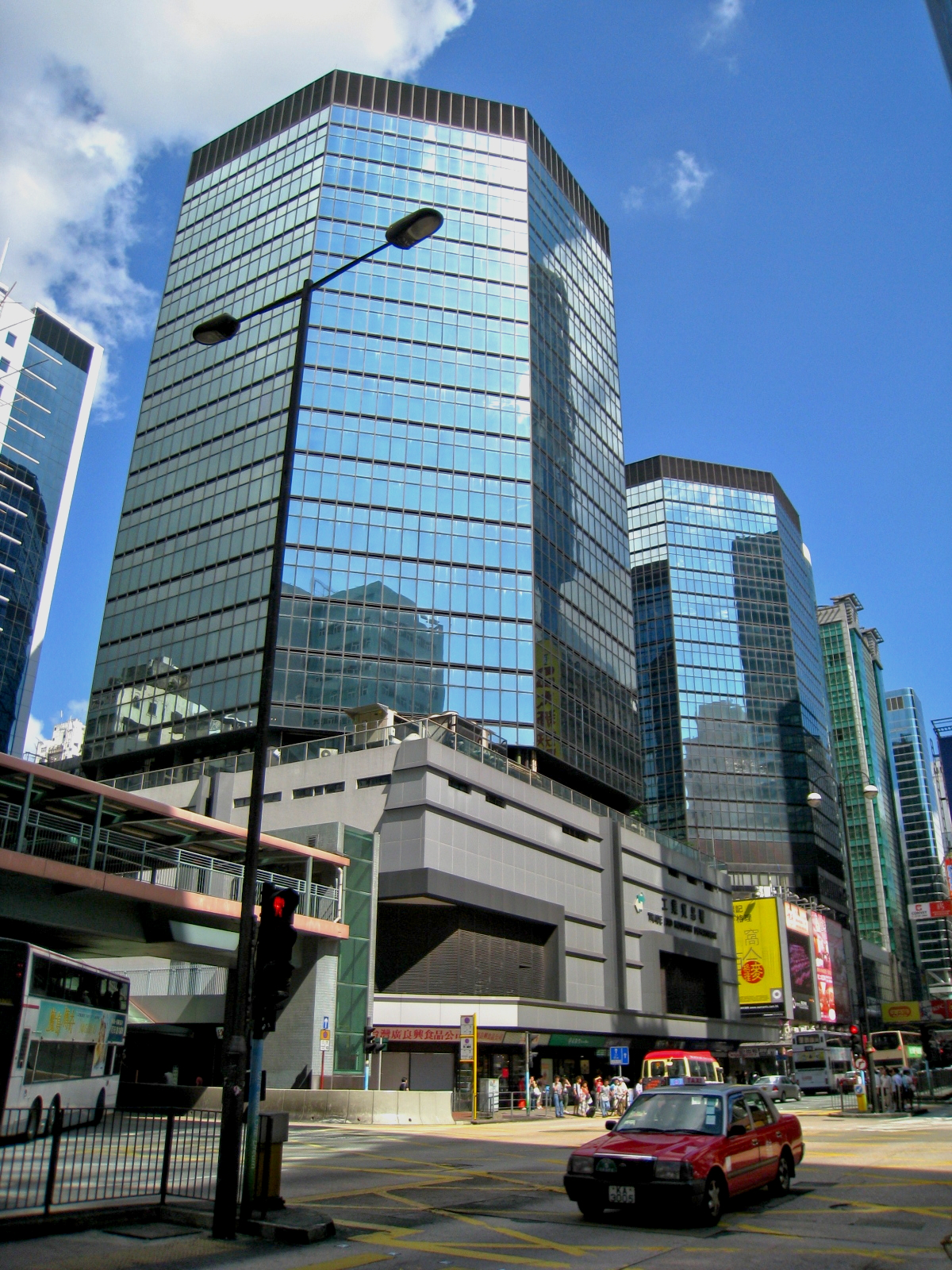
旺角中心
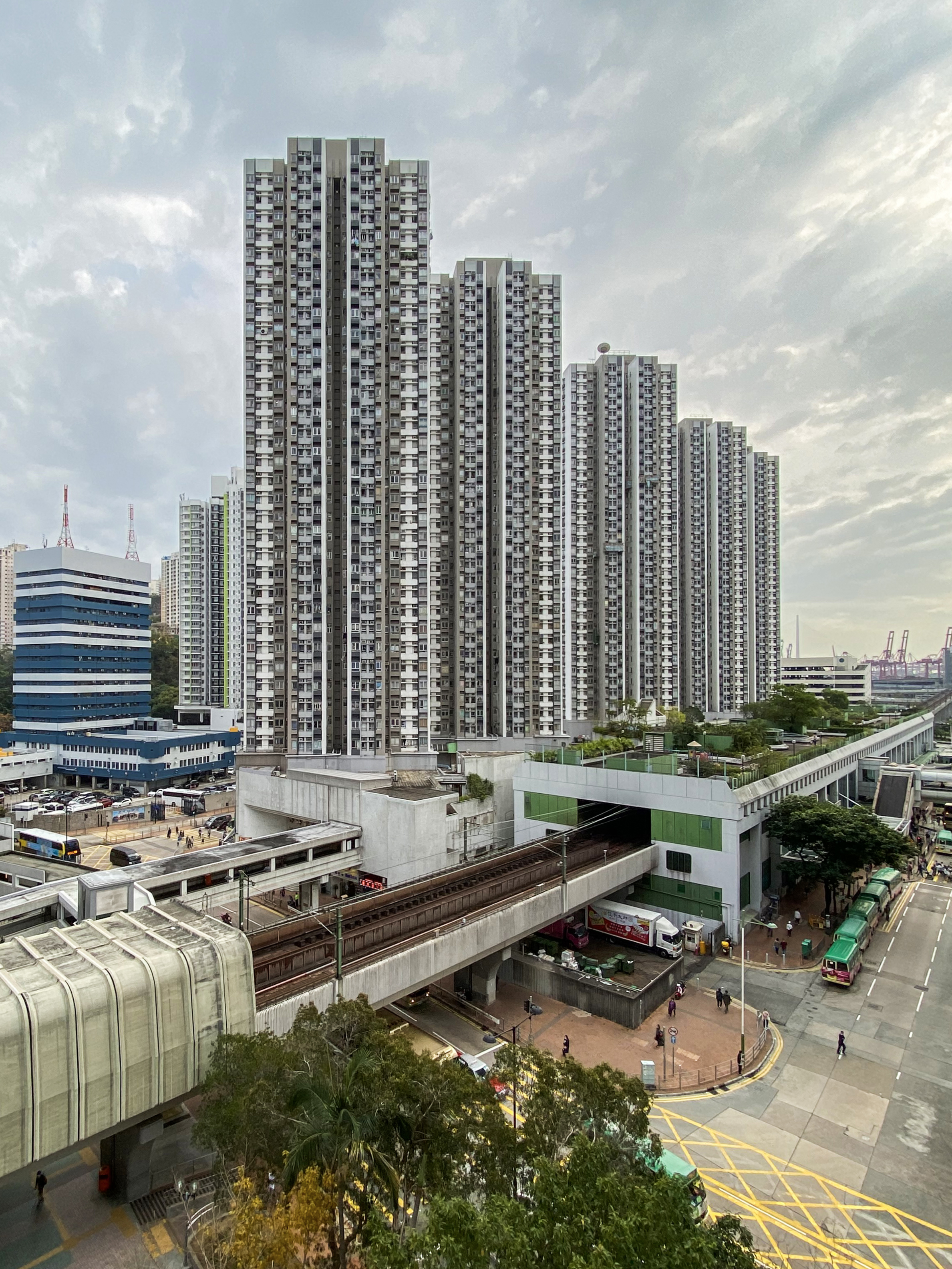
新葵芳花園
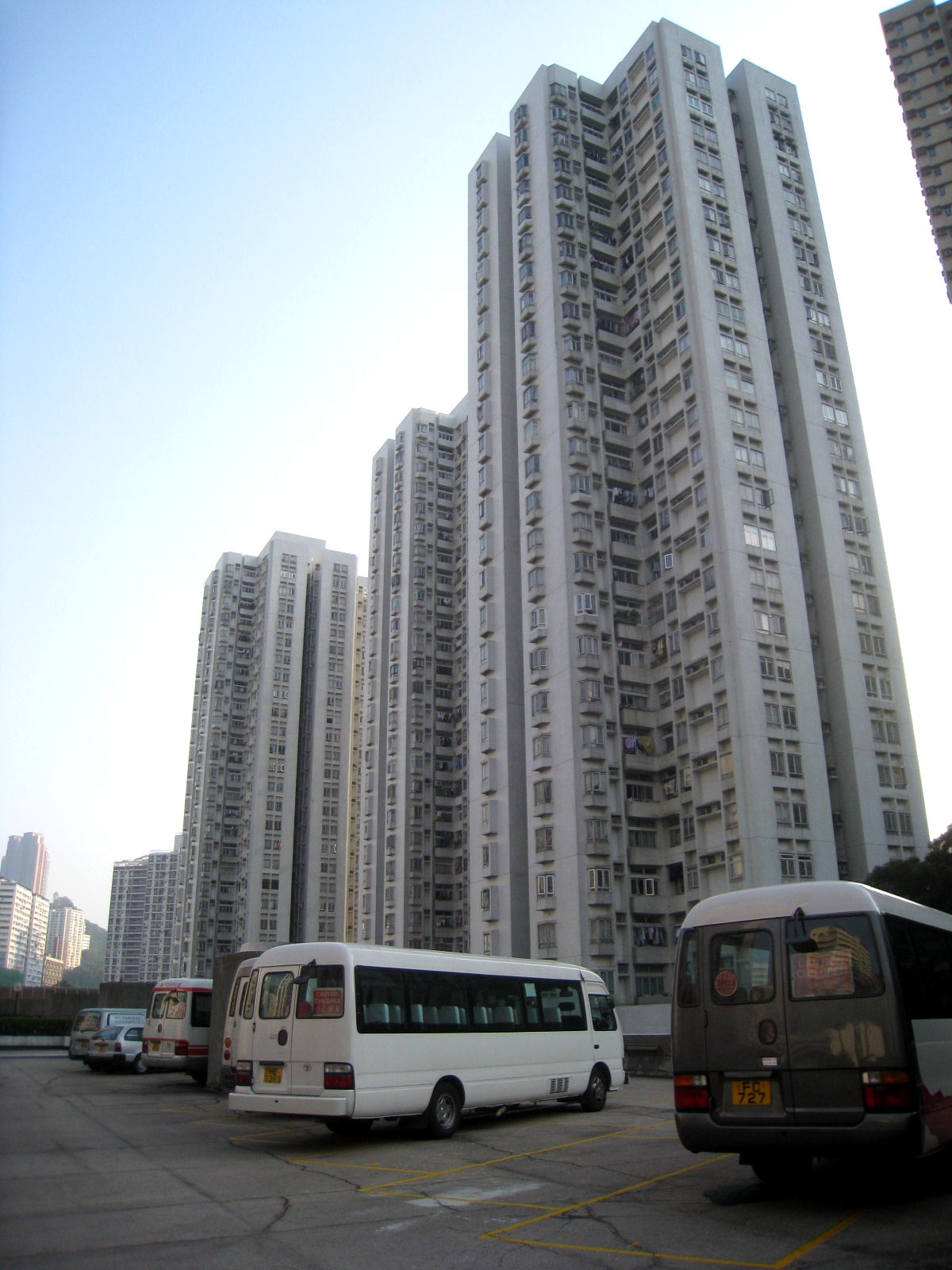
新葵興花園
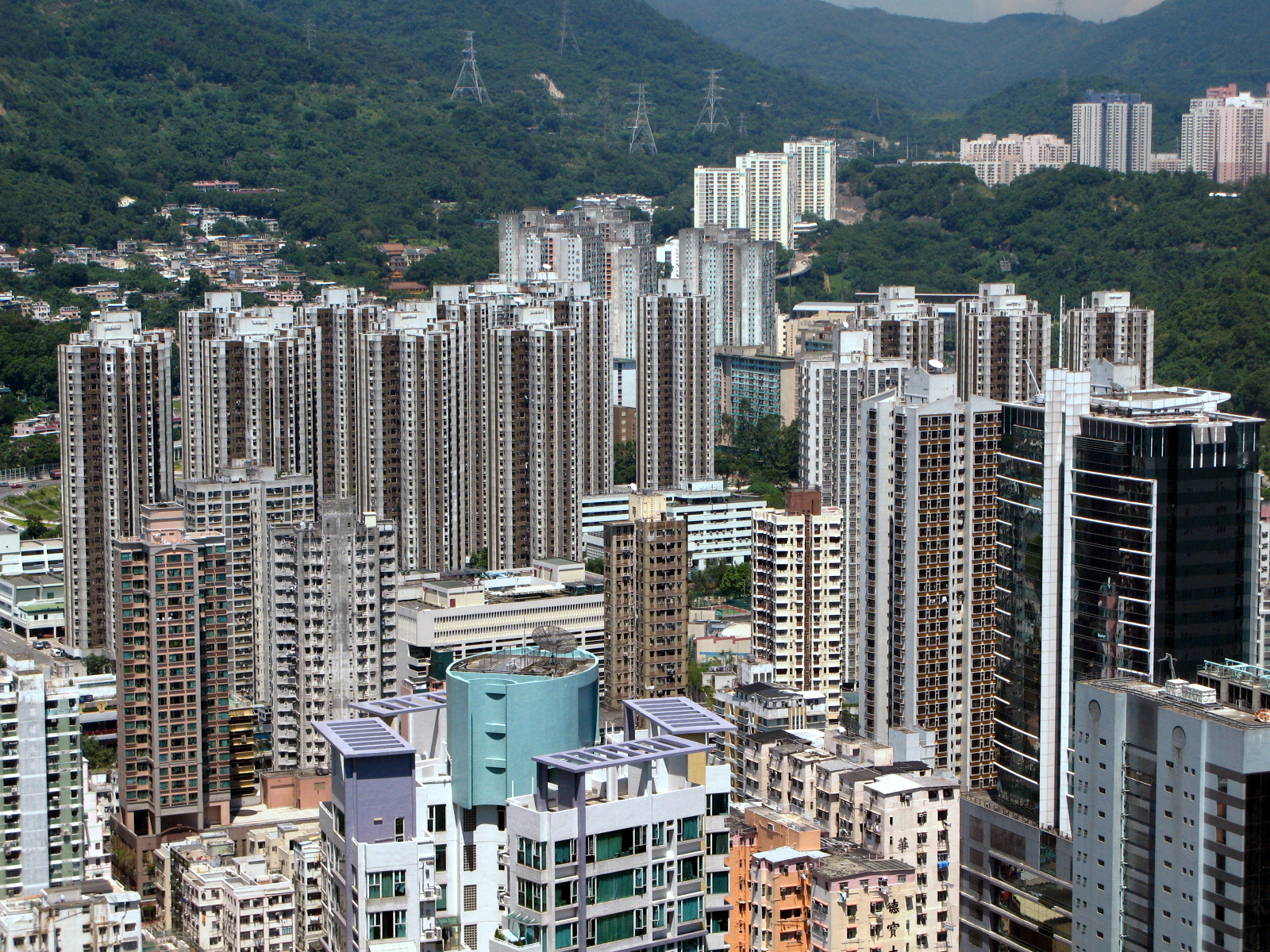
綠楊新邨

## 未來發展

### 與中鐵綫的轉車站
2023年10月，行政長官李家超於《施政報告》中提出中鐵綫的優化方案，其中計劃則為將荃灣綫延伸至荃景圍站與中鐵綫交匯。

## 外部連結
- 香港鐵路大典上的相关条目：荃灣綫